# Schlier
Schlier település Németországban, azon belül Baden-Württembergben. Lakosainak száma 4061 fő (2023. december 31.). Schlier Vogt, Wolfegg, Bergatreute, Baienfurt, Grünkraut, Waldburg, Ravensburg és Weingarten községekkel határos.

## Népesség
A település népessége az elmúlt években az alábbi módon változott:
| Lakosok száma | 1625 | 1888 | 2674 | 3179 | 3122 | 3492 | 3657 | 3709 | 3782 | 4061 |
|               | 1961 | 1967 | 1974 | 1980 | 1987 | 1993 | 2000 | 2006 | 2013 | 2023 |